# Велегезити
Велегезити, Велейезити или Велегизити – славянско племе, населяващо Македония. В началото на VII век влиза във военно-племенен съюз с други племена - ваюнити, драговити, сагудати, берзити, начело с княз Хацон. Участват в обсадата на Солун през 615 година. По-късно населяват Тесалия.